# الثماري (مذيخرة)

تعديل مصدري - تعديل

الثماري هي إحدى قرى عزلة حمير بمديرية مذيخرة التابعة لمحافظة إب، بلغ تعداد سكانها 116 نسمة حسب تعداد اليمن لعام 2004.